# MI-GLIS
Het MI-GLIS, voluit Management Instituut voor een Grondregistratie en Land Informatie Systeem, is een Surinaamse overheidsinstantie. Het registreert het bezit van onroerende goederen en overige registergoederen.

## GLIS-project en oprichting
Met voorbereidingen vanaf 1996 werd vanaf 2003 het GLIS-project uitgevoerd door het Surinaamse grondgebied in kaart te brengen aan de hand van 16.000 digitale luchtfoto's. Met het resultaat is het mogelijk om bij grondaanvragen digitale kaarten te maken en een overzicht te krijgen van de eigenaren, zowel huidige als uit het verleden. Dit gebeurde tot dan toe met de hand.
Het project werd uit de Nederlandse verdragsgelden gefinancierd. Na vertragingen schortte Nederland de financiering in mei 2008 op. Medio augustus werd uiteindelijk toch de resterende vijf miljoen euro ter beschikking gesteld. Het GLIS-project werd in november 2010 afgerond en op 17 december ter inzage gesteld aan hoofdgebruikers als landmeters, notarissen, banken en deurwaarders.
De Wet Grondregistratie en Land Informatie Systeem (GLISwet) werd op 25 september 2009 aangenomen door De Nationale Assemblée.

## Structuur
De MI-GLIS kent twee afdelingen: het Kantoor van de Bewaarder (dit was voorheen het hypotheekkantoor) en het Kantoor van de GLIS-landmeter (dit was voorheen de staatslandmeter). Daarnaast zijn er afdelingen als onder meer ICT, HRM en Business Development om het hoofdproces te ondersteunen.
De volgende zaken worden niet door de MI-GLIS uitgevoerd: grondaanvragen, die worden afgehandeld door het ministerie van Grondbeleid en Bosbeheer, en zaken als het navragen van de status van een aanvraag voor grond- en huurpercelen en het betalen van huurvergoeding voor grond; hiervoor is het Domeinkantoor Grondzaken verantwoordelijk.
Het instituut heeft naast de hoofdvestiging in Paramaribo ook een vestiging in Nickerie.